# Mazlum Fırtına
Mazlum Fırtına (* 29. April 1946 in Giresun) ist ein ehemaliger türkischer Fußballspieler.

## Karriere
Mazlum Fırtına begann seine Karriere bei İzmir Denizgücü. Mit İzmir Denizgücü gewann Fırtına 1968 den Başbakanlık Kupası. In der Folgesaison wechselte er zu Galatasaray Istanbul. Dort wurde er in seiner ersten Saison türkischer Meister und einen Monat später türkischer Supercupsieger. Insgesamt spielte der Stürmer 34 Ligaspiele und erzielte drei Tore für Galatasaray.
Im Sommer 1970 wechselte Fırtına in die 2. Liga zu seinem Heimatverein Giresunspor. Mit den Grün-Weißen gelang ihm der Aufstieg in die 1. Liga. Fırtına spielte insgesamt sieben Jahre für Giresunspor. Mit 154 Erstligaspielen ist er der Spieler mit den meisten Einsätzen in der 1. Liga der Vereinsgeschichte.
Seine letzte Saison war die Spielzeit 1978/79 bei Samsunspor.

## Erfolge
İzmir Denizgücü
- Başbakanlık Kupası: 1968

Galatasaray Istanbul
- Türkischer Meister: 1969
- Cumhurbaşkanlığı Kupası: 1969

Giresunspor
- Zweitligameister: 1971